# Кировский театр кукол имени А. Н. Афанасьева
Кировский театр кукол им. А. Н. Афанасьева – один из старейших действующих кукольных театров в России. Был основан в 1935 году. Носит имя своего бывшего художественного руководителя, режиссера и актера Анатолия Николаевича Афанасьева. 

## История
Основание театра связывается с успешными гастролями на Вятке Московского театра детской книги им. А. Б. Халатова в тридцатых годах прошлого века. Тогда у вятских педагогов сложилось представление о благоприятном воспитательном воздействии детских театров.
По инициативе Краевого отдела народного образования в 1935 году был создан театр кукол. Первым спектаклем стал «Багаж из Китая», поставленный режиссером Т. И. Никольской (Калитиной). Постановка была далека от совершенства. Однако дело было решено продолжить. Опытный режиссёр С. В. Воронецкий увеличил труппу актеров и значительно расширил репертуар. От непритязательных одноактовых постановок, театр перешел к более сложным и полнометражным пьесам: «Колдун», «В горах Сурама», «Веселый портняжка», «Пузан», «По щучьему велению». Имелись в репертуаре постановки и для взрослых. Так, например, в 1939 году был поставлена комедия Г. Градова «Пустяковые дела». В 1936 году при театре были организованы курсы для актеров. Его выпускники выступали в городах области: в Яранске, Слободском, Орлове и Шурме. Вскоре театр получил свое первое помещение – помещение в детском саду «Аполло», перестроенное из летнего в зимнее.
В годы Великой Отечественной войны труппа устраивала концерты для раненных в госпиталях, для солдат в военных частях и для детей в детсадах, школах и детдомах. Помещение в саду было уступлено под госпиталь, театр переместился в один из репетиционных залов Драматического театра. После гибели С. В. Воронецкого театр возглавил А. Н. Афанасьев. Анатолий Николаевич был не только художественным руководителем, также он играл роль главного режиссера, актера и наставника для множества актеров. В эти годы начинается сотрудничество с ленинградским Большим драматическим театром и Е. Л. Шварцем, который в 1943 году специально для кировского театра написал «Красную Шапочку».

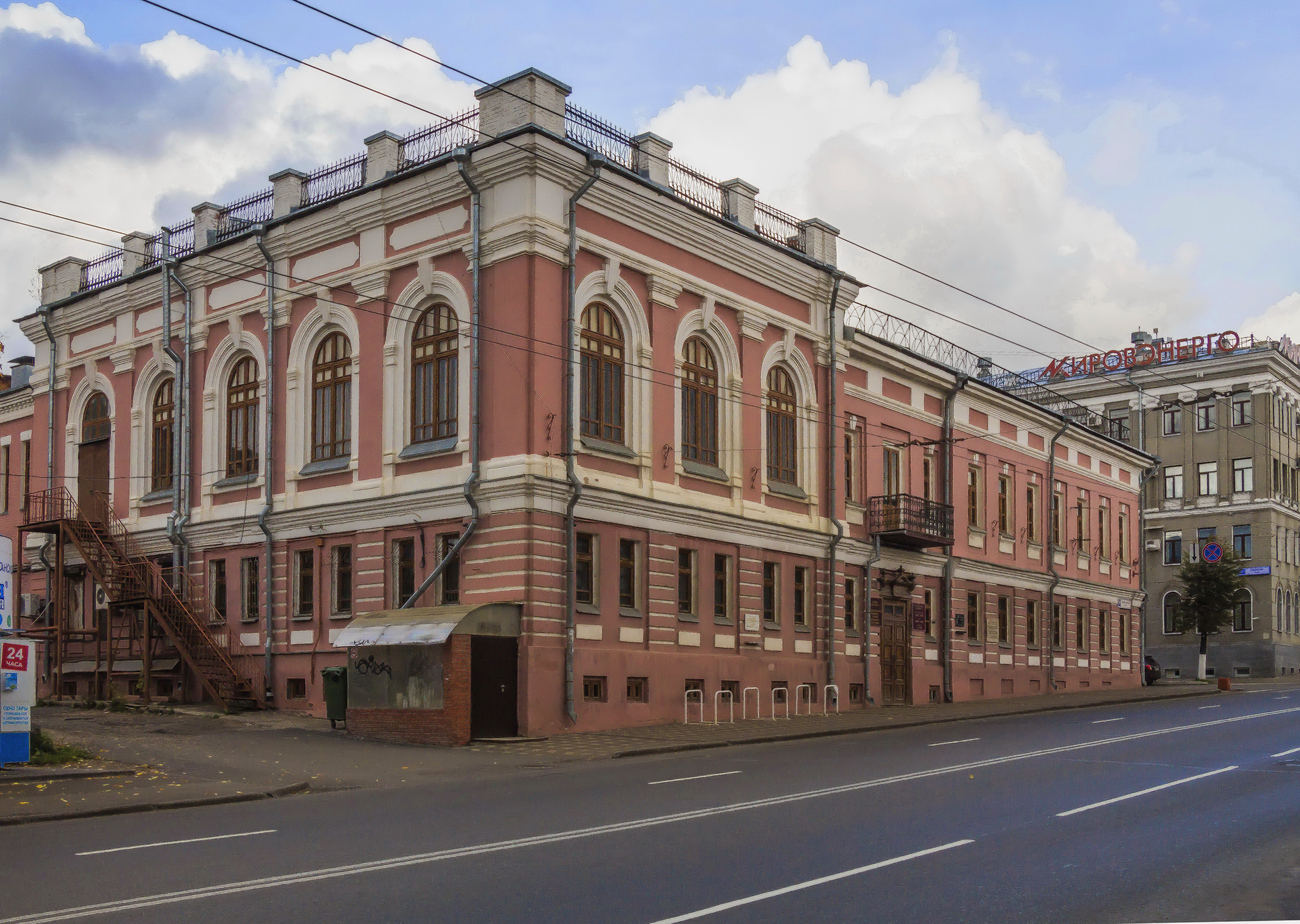
Бывшее здание театра

В послевоенное время, несмотря на полное лишение дотаций в 1948–1950 годах, театр испытывал творческий подъем, было поставлено множество постановок, отдельно отмечается ряд постановок на русскую народную тематику: «Никита — русский богатырь», «Иван — крестьянский сын»,  «Сестрица Аленушка и братец Иванушка», «Иван да Марья», «Аленький цветочек». В 1957 году театру было отведено первое собственное помещение, в котором был зрительский зал, фойе и мастерская по изготовлению кукол на месте нынешней библиотеки имени Грина. В 1958 году театр вновь обратился к взрослой аудитории с сатирической комедией-сказкой «Чертова мельница» И. Штока и Я. Дрды.
С приходом в 1974 году на пост главного режиссера В. А. Афанасьева, сменившего на нем своего отца, театр начинает активно участвовать во всевозможных конкурсах и фестивалях. Трижды успешное выступление было показано на фестивалях кукол в Твери и Нижнем Новгороде. За постановку спектакля «Самый большой друг» в 1978 году театр был удостоен диплома II степени Министерства культуры СССР. Также дипломом Министерства культуры были удостоены спектакль «Каштанка», сыгранный в 1988 году в Польше и спектакль «Тайна дома утят». Кроме того, III премия Всероссийского фестиваля национальной драматургии была получена за постановку пьесы Н. Осиповой «Осел в овчине».
После девятилетнего строительства в 2009 году было открыто нынешнее здание театра.

## Современность
Репертуар театра разнообразен по стилям и жанрам, направлен на детскую аудиторию разных возрастов, присутствуют постановки для взрослых.
По инициативе театра с 2012 года ежегодно проходит Межрегиональный фестиваль театров кукол «Вятка – Город Детства» при участии представителей других регионов России и иностранных государств.

## Репертуар театра
| - «Аистёнок» - «Айболит» - «Алиса в Стране чудес» - «Гоголь.СПб» - «Горячая история №01» - «Гуси-лебеди, или Привередница» - «Данила-мастер. История одного кукольника» - «Девушка — журавль» - «Евгений Шварц. История ненаписанной пьесы» - «Золотой ключик, или Приключения Буратино» - «И кит плывет» - «Иван-царевич и Серый волк» - «История трех поросят» - «Карлсон, который живёт на крыше» - «Кентервильское привидение» - «Кот в сапогах» - «Котенок по имени Гав» | - «Кошка, которая гуляла сама по себе» - «Крошечка-Хаврошечка» - «Крошка Енот» - «Ку-би-ки» - «Кукольное шоу» - «Ладушки» - «Лесной богатырь. История о Ване Шишкине» - «Лис, который потерял цвет» - «Морозко» - «Морские приключения» - «По щучьему велению» - «Почему деревья не ходят» - «Приключения Незнайки» - «Принцесса Карамелька» - «Про Волка и козлят» - «Простодурсен. Зима от начала до конца» | - «Серебряное копытце» - «Сказка о ёжике и медвежонке» - «Сказка о рыбаке и рыбке» - «Снежная королева» - «Солнышко и снежные человечки» - «Стивен Хокинг. Мир в ореховой скорлупе» - «Тайна пропавшего светофора» - «Тео — театральный капитан» - «Терем — Теремок» - «Ты кто? Я знаю тебя» - «Уличный кот по имени Боб» - «Умка» - «Умная собачка Соня» - «Царевна-лягушка» - «Циркурион» - «Цой. Только кино» - «Это грузовик, а это прицеп » |